# زاج پتاسیم
پتاسیم آلوم (Potassium alum)، پتاس آلوم (potash alum) یا زاج سفید یا تاواس (tawas) ترکیبی است از پتاسیم، سولفات و آلومینیم با فرمول شیمیایی KAl(SO4)2. از این ماده در تصفیهٔ آب، براق کردن چرم، پارچه‌های پایدار در برابر آتش و پودر کیک پزی استفاده می‌شود. همچنین گاهی از آن در محلول‌های پس از اصلاح صورت و خوشبوکنندهٔ بدن نیز استفاده می‌شود.